# Prosthechea allemanii
Prosthechea allemanii är en orkidéart som först beskrevs av João Barbosa Rodrigues, och fick sitt nu gällande namn av Wesley Ervin Higgins. Prosthechea allemanii ingår i släktet Prosthechea och familjen orkidéer. Inga underarter finns listade i Catalogue of Life.

## Bildgalleri

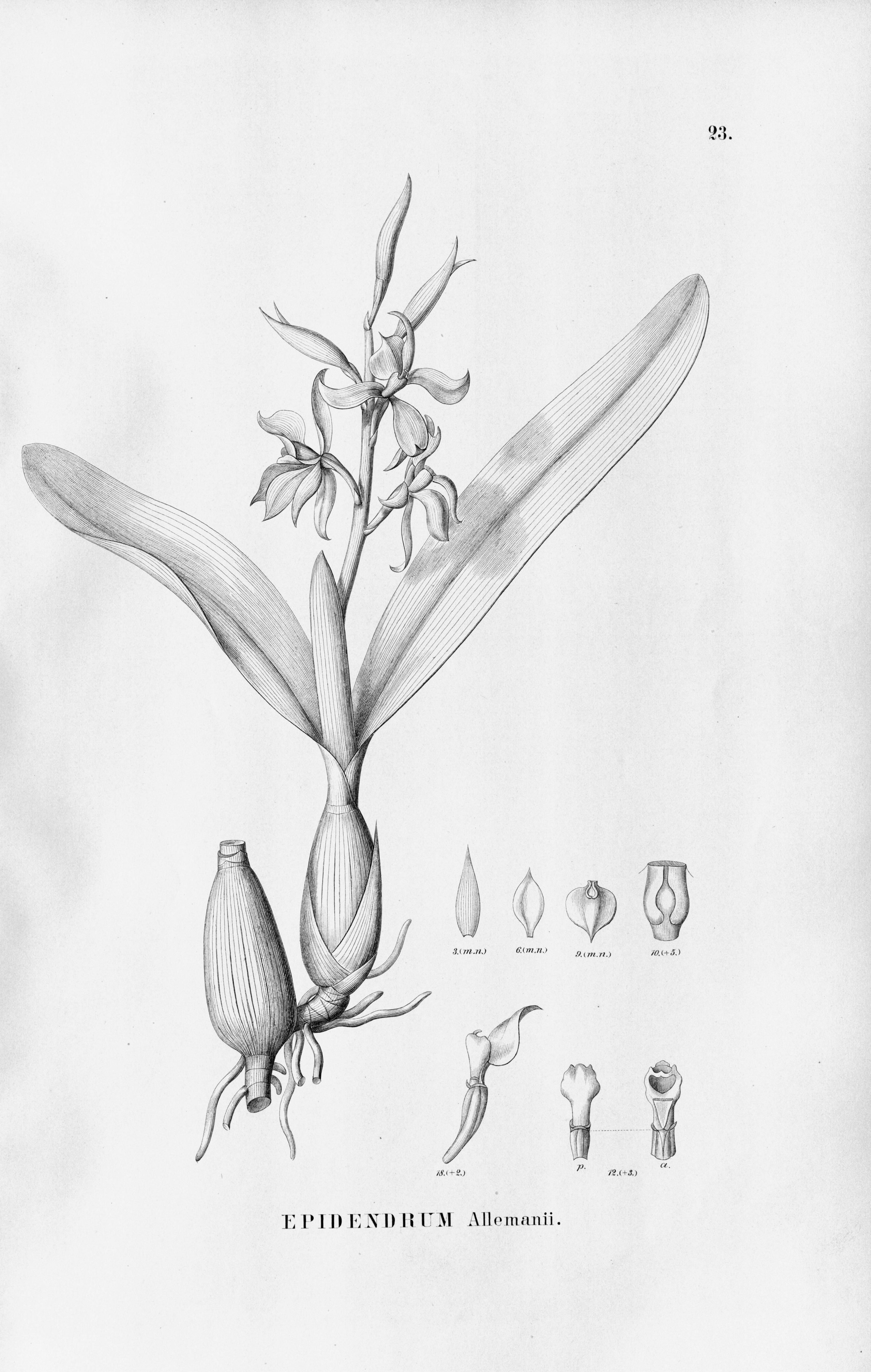